# Túlvilági bosszúálló
A Túlvilági bosszúálló (Gallowwalkers) egy amerikai horror-western film, melyet Andrew Goth rendezett, és a főszereplők Wesley Snipes, Kevin Howarth, Riley Smith és Tanit Phoenix.
A film forgatása 2006-ban vette kezdetét, de sok változáson ment keresztül, miután Snipes adózási problémák miatt börtönbe került, de végül a film befejeződött 2010-ben. Hivatalosan 2012-ig nem adták ki a filmet, majd az Amerikai Egyesült Államokban megjelent DVD-n és BluRay-en 2013 nyarán.

## Történet
Miután egy csapat száműzött megöli Aman szeretőjét, utánuk megy és a pokolra küldi őket. Aman, amikor öngyilkos lesz, egy apáca (az anyja), istennel köt megállapodást, de felbontja, hogy megmentse Aman életét, amely átkot bocsát rá a lelkéért cserébe. Ezzel az átokkal járó áldozatot hozzásegítette ahhoz, hogy visszanyerje életét, és halhatatlanként ez örökre nyomon kíséri megtorlásként. Az örökös szenvedésre kárhoztatás továbbra is bosszúra ösztönzi. Aman hívéül szegődik egy fiatal fegyveres ember, Fabulos (Smith), aki mellett legyőzze a halhatatlan áldozatokat.

## Szereplők
- Wesley Snipes – Aman (Galambos Péter)
- Kevin Howarth – Kansa
- Riley Smith – Fabulos
- Tanit Phoenix – Angyal
- Patrick Bergin – Marshall Gaza
- Steven Elder – Apollo Jones (Pap)
- Diamond Dallas Page – Skullbucket
- Jenny Gago – Mistress
- Simona Brhlikova as Kisscut
- Alyssa Pridham as Sueno
- Alex Avant as Forty Bold
- Hector Hank – Hool
- Jonathan García – Slip Knot